# Клуб Вінкс: Таємниця загубленого королівства
«Клуб Вінкс: Таємниця загубленого королівства» (італ. Winx Club: Il segreto del Regno Perduto) — італійський 3D-анімаційний повнометражний мультфільм, який є сюжетним продовженням третього сезону анімаційного серіалу «Клуб Вінкс: Школа чарівниць». В Італії фільм вийшов на екрани кінотеатрів 30 листопада 2007 року.
Rainbow S.p.A. відправили фільм на Каннський фестиваль у 2007 році. Австралійська співачка Наталі Імбрулія виконала головну пісню фільму «All the Magic». Всі інші пісні виконала Еліза Росселлі.

## Сюжет
Події мультфільму розгортається після подій третього сезону, коли Валтор переможений, і магічне вимірювання поза небезпекою.
Голос диктора розповідає про дівчинку, яка дізналася, що вона фея принцеса: Блум. Її історія чарівна, але вона ще не закінчена. Історія закінчиться тільки тоді, коли дівчинка сама створить її закінчення.
Дія переходить до шести героїнь: Вінкс. Блум і її подруги зайняті пошуком справжніх батьків Блум — короля Орітела і королеви Маріон, що може назавжди змінити життя Блум. Дівчата шукають Хагена — Майстра Блискучої Сталі, який викував меч короля Орітела. Вінкс успішно потрапляють в замок, але через легковажність Стелли їм доводиться боротися з механічною вартою Хагена. Блум виграє битву за допомогою Вогню Дракона, зруйнувавши джерело їх сили. Хаген загрожує Блум мечем в гніві через проникнення Вінкс в межі його замку, але Фарагонда прибуває вчасно, щоб зупинити його.
В Алфеї Блум, Хаген і Фарагонда розмовляють в її кабінеті. Фарагонда пояснює Хагену, що деякі феї залишають школу, щоб завершити свою пригоду і стати Феями-Хранительками: всі з Вінкс, крім Блум. Блум запитала Хагена, чи він зможе відчути меч, який він викував для її батька, меч, що не може бути окремо від його господаря. Хаген заявив, що він шукав меч протягом багатьох років, щоб знайти її батьків, але не відчув його. Він поставив її перед фактом — її батьків не повернути.
Блум, зіткнувшись з відкриттям, тікає в сльозах і уникає друзів. Вона йде на вершину замку, де бачить випускний бал. Там вона подружилася з маленьким котом, якого вона назвала Рон. Говорячи з ним і Кіко, вона пояснює, що вона відчуває, що світ безрадісний, і немає більше надії. Сумуючи, вона бачить, як її подруги стають Феями-Хранительками — феями, які готові стати захисницями свого світу. Прошепотівши, що вона їх любить, Блум знову повертається до смутку. Приходить Скай і втішає її.
Блум засмучена — тепер усе, що вона і Вінкс зробили до цього, більше не має значення. Однак Скай говорить їй: «Може бути, школа і закінчилася, але життя триває». Рівен також говорить з Хагеном, запитавши, навіщо той залишив Команду Світла. Хаген пояснює, що у них всередині є й світло і темрява, але темрява знаходиться під замком. Цієї ночі Блум і Скай танцюють біля основи замку. Скай переконує її продовжити пошуки батьків незважаючи на слова Хагена.
Прилітає корабель, і Скай змушений полетіти з таємничою дівчиною. Йдучи, він обіцяє все пояснити і каже, що ніколи не залишить її.
У своїй кімнаті дівчата вирішують згадати хороші часи і влаштувати вечірку на останок. На наступний ранок Блум відправляється на Землю, щоб провести деякий час зі своїми прийомними батьками. Хоча вона намагається здаватися щасливою, Майк відчуває, що Блум не доставляє радості життя на Землі. Ванесса погоджується, констатуючи: «Це більше не її світ». Одного разу вночі Блум бачить у сні, що сталося з її батьками. Її батька уклали в іншому вимірі, а її мати абсорбувала себе в його меч, щоб бути з ним. Тоді з'являється Дафна і каже Блум, що надія все ще є; їх батьки досі живі. Вона дає їй свою маску, пояснивши, що вона допоможе їй побачити Доміно таким, яким воно було до руйнування. Вона також розповідає їй про Книгу Долі, яка належала їх батькові, яка зберігає історію Доміно. Дафна повідомляє Блум місцерозташування книги і зникає зі словами «Ти не одна».
Вранці Блум дивується, бачачи тут всіх своїх друзів і Ская, які прибули, щоб відсвяткувати її день народження. Блум розповідає їм свій план, і всі погоджуються допомогти їй. Вони відправляються на Доміно, де Блум одягає маску Дафни і виявляє, що Доміно було по-справжньому красивим місцем.
Група направляється до гір, де знаходиться Книга Долі, але Техна повідомляє їм, що легендарний птах, прозваним Птахом Рок, охороняє бібліотеку. Хлопці піднімаються на гору, але завдяки діям Ская і Рівена, Птах Рок пробуджується і злітає разом з хлопцями, які тримаються щосили.
Дівчата біжать на корабель і утихомирюють птицю з допомогою мелодії Музи, спонукавши її приземлитися. В бібліотеці вони зустрічають Бартелбі, літописця Орітела, в образі привида, який показує їм Книгу Долі. Читаючи книгу, вони виявляють, що Орітел, як і всі люди Доміно, спійманий в пастку в вимірі кошмарів Обсидіан. Блум розуміє, що вона повинна відправитися туди, щоб звільнити їх. Так як вона хоче дізнатися більше, Бартелбі дозволяє перевернути сторінку, але вона виявляє лише нескладні слова — майбутнє ще не написано.
Тим часом Рівена вкусив шпигун Мандрагори, і він стає її маріонеткою. Незабаром Алфея піддається нападу Мандрагори, але Вінкс, Мірта, вчителі та Фарагонда зупиняють її. Блум просить Фарагонду, щоб та розповіла їй більше про Обсидіан. Вона дізнається про його жорстоку сутність, всі кошмари світу знаходяться в ньому. Перед від'їздом Блум заглянула у Книгу долі і здивувалася, побачивши, що весільна фотографія її батьків перетворилася в фотографію її і Ская біля вівтаря. Після того, як вона відкинула книжку в подиві, картинка змінюється, тепер вона показує, як всі відновлюють школу, що незабаром стає реальністю.
Група простує до Поселення Піксі, де вони входять в Дерево Порталів. Тільки Блум залишається ззовні, так як її сила Енчантіксу ще не стабільна, тому вона не може зменшитися. Джолі викликає вибух в дереві, який призводить до того, що ключі перемішуються. Локетт знаходить правильний ключ, і всі вирушають до воріт Обсидіану. Як тільки дівчата вступають у вимір, з'являється Мандрагора, і Рівен починає битися зі Скаєм. Коли він зібрався завдати удару Скаю, Муза підбігає до нього і отримує поранення. Рівен бачить те, що зробив і згадує все, через що вони пройшли разом. Він піднімає її і каже, що він тепер знає, за кого повинен боротися- за неї.
У Обсидіані дівчата борються проти найбільших страхіть і перемагають їх. Потім Блум бачить кам'яну статую, схожу на її батька. До її жаху, Стародавні Відьми кажуть їй, що постать і є її батько, укладений в камені. Відьми змушують її робити вибір: зруйнувати меч і врятувати своїх прийомних батьків або взяти меч і піти на вірну смерть, борючись з Мандрагорою. На щастя, Блум помічає в зображенні, що її батько не чхає, перебуваючи поруч з котом Роном — у Майка алергія на кішок — і розуміє, що це пастка.
Незабаром з'являється Скай і бере меч, після чого втрачає свідомість. Блум думає, що він загинув, так як тільки король може взяти цей меч.
Відчуваючи себе зовсім самотньою, Блум готова здатися, але тут з'являється Дафна і нагадує їй, що вона ніколи не була одна. Блум одягає маску, і Дафна разом з нею бореться проти відьом. Раптово Скай піднімається і допомагає руйнувати вимір Обсидіану. Все змінюється, і люди знову приймають людський вигляд, королева Маріон повертається, Доміно знову стає тим самим. Скай пояснив, що тепер він став королем Еракліону, і що його коронація була вночі, коли він був змушений покинути Блум в Алфеї. Доміно повернувся колишній вигляд, і Блум нарешті возз'єднується зі своїми справжніми батьками. Орітел і Маріон обіцяють Блум, що завжди будуть частиною її життя. Майк і Ванесса — теж, і Блум міцно обіймає їх.
Орітел починає традиційний танець батька з дочкою, але дозволяє Скаю танцювати з Блум. Танцюючи групою, Ская крутять Брендон і Стелла, і Скай бере красиву синьо-срібну коробочку від Брендона. Відійшовши, Скай показує Блум діамантове кільце. Схилившись, він пошепки питає у Блум, чи вона хоче вийти за нього заміж. Щасливішою, ніж коли-небудь, Блум погоджується і цілує його з усією щирістю.
Пізніше з'являється Бартелбі з Книгою Долі і каже присутнім, що пророцтво тепер виконано, і з'явилася нова Команда Світла — це Клуб Вінкс.
Так Блум отримала повну силу Енчантіксу — ризикуючи життям, вона повернула з небуття свою планету.
Однак Три Древніх Відьми не переможені. Навпаки, тепер вони звільнилися з ув'язнення. Відьми об'єдналися з давніми противниками Вінкс — це Айсі, Дарсі і Стормі.

## Збори
Winx Club — Il segreto del regno perduto в перший тиждень зібрав 1979972 євро, ставши найпопулярнішим фільмом за вікенд. Крім того, він є найпопулярнішим анімаційним фільмом Італії. Фільм подивилися 420000 глядачів 665 кінотеатрах.. У загальній складності було зібрано 4620651 євро.

## Вихід на DVD
Winx Club — Il segreto del regno perduto вийшов на DVD 5 березня 2008 року в Італії.

## Всесвітній вихід
| Країна            | Назва                                    | Дата виходу       | Студія дубляжу                                                |
| ----------------- | ---------------------------------------- | ----------------- | ------------------------------------------------------------- |
| Італія            | Il segreto del regno perduto             | 30 листопада 2007 | Rainbow S.p.A.                                                |
| Туреччина         | Kayıp Krallığın Sırrı                    | 22 лютого 2008    | Filma LTD                                                     |
| Угорщина          | Az Elveszett Királyság Titka             | 28 лютого 2008    |                                                               |
| Чехія             | Výprava do ztraceného království         | 13 березня 2008   |                                                               |
| Португалія        | O Segredo do Reino Perdido               | 13 березня 2008   | Zon Lusomundo Audiovisuais                                    |
| Франція           | Le Secret du Royaume Perdu               | 2 квітня 2008     | Rezo Films                                                    |
| Нідерланди        | Het Geheim van het Verloren Rijk         | 16 квітня 2008    | Nickelodeon, Independent Films                                |
| Ізраїль           | סוד הממלכה האבודה                        | 17 липня 2008     |                                                               |
| Німеччина         | Das Geheimnis des Verlorenen Königreichs | 4 вересня 2008    |                                                               |
| Литва             | Paslaptis Prarastas Karalystė            | 5 грудня 2008     |                                                               |
| Польща            | Tajemnica Zaginionego Królestwa          | 5 грудня 2008     | SPI International Polska                                      |
| Іспанія           | El secreto del reino perdido             | 19 грудня 2008    | Filmax Animation                                              |
| Швеція            | Hemligheternas Slott                     | 2 квітня 2010     | Scanbox Entertainment Sweden                                  |
| Фінляндія         | Salaisuuksien Linna                      | 16 квітня 2010    | Scanbox Entertainment Finland                                 |
| Норвегія          | Kongerikets Hemmelighet                  | 16 квітня 2010    | Scanbox Entertainment Norway                                  |
| Данія             | Det Fortabte Kongerige                   | 29 квітня 2010    | Scanbox Entertainment Denmark                                 |
| Росія             | Тайна Затерянного Королевства            | 8 липня 2010      |                                                               |
| Естонія           | Kadunud Kuningriigi Saladus              | 4 вересня 2010    |                                                               |
| Греція            | Το Μυστικό του Χαμένου βασιλείου         | 9 вересня 2010    | Village Films                                                 |
| Латвія            | Noslēpums Aizmirsāt Karalistes           | 29 жовтня 2010    |                                                               |
| Індонезія         | Rahasia Kerajaan Yang Hilang             | 18 листопада2010  | Tripar Multivision Plus                                       |
| Філіппіни         | Ang Lihim ng Nawalang Kaharian           | 6 вересня 2011    | GMA News TV, GMA Films, VIVA Films, ABS-CBN, Imus Porductions |
| США               | The Secret of the Lost Kingdom           | 11 березня 2012   | Nickelodeon                                                   |
| Бразилія          | O Segredo do Reino Perdido               | 13 червня 2012    | Nickelodeon Brasil                                            |
| Латинська Америка | El Secreto del Reino Perdido             | 13 червня 2012    | Etcétera Group                                                |
| Республіка Корея  | 잃어버린 왕국의 비밀                     | 2012              | Korean Broadcasting System, CHAMP TV, Studio KAAB             |
| Болгарія          | Тайната на изгубеното кралство           | 2012              |                                                               |
| Албанія           | Sekreti i Mbretërisë së Humbur           | 2012              |                                                               |
| Країна Басків     | Erreinu Galduaren sekretua               | 2012              |                                                               |
| Румунія           | Secretul Regatului Pierdut               | 2012              |                                                               |
| Таїланд           | อาณาจักรที่สาบสูญ                            | 2012              |                                                               |

## Список композицій
1. Unica
2. Segui il tuo cuore
3. Tu puoi credere in te
4. A un passo da me
5. Potere di enchantix
6. Segui il ritmo
7. All the magic